# Scott Hall
 (juillet 2021).
Pour les articles homonymes, voir Hall.
Scott Hall (né le 20 octobre 1958 dans le comté de Saint Mary, Maryland et mort le 14 mars 2022 à Marietta (Géorgie)) est un catcheur (lutteur professionnel) américain aussi connu sous le nom de Razor Ramon.
Il commence sa carrière en 1984 et rejoint l'American Wrestling Association (AWA) l'année suivante. Il y remporte une fois le championnat du monde par équipes de l'AWA avec Curt Hennig. En 1992, il rejoint la World Wrestling Federation (WWF) où il incarne Razor Ramon, un catcheur immigré cubain inspiré du personnage de Tony Montana dans Scarface. Il y remporte à quatre reprises le championnat intercontinental de la WWF. Il quitte la WWF en 1996 avec Kevin Nash pour aller à la World Championship Wrestling (WCW) où, avec Nash et Hulk Hogan, ils fondent le clan New World Order. Il ajoute à son palmarès sept championnat du monde par équipes de la WCW (six avec Nash et un avec The Giant), deux championnat des États-Unis poids lourd de la WCW et un championnat du monde Télévision de la WCW.

## Carrière

### Débuts
Razor Ramon commence sa carrière en 1984 après avoir rencontré Barry Windham dans un supermarché au rayon boucherie. Il faisait alors équipe avec Dan Spivey, et les deux étaient entraînés par Dusty Rhodes en Floride. Ils ont été accueillis à la Jim Crockett Promotions, Spivey était l'Eagle, et Scott Hall connu sous le nom de Coyote. Ils n'ont eu qu'un seul match, face aux champions de l'époque Ole et Arn Anderson. À cette époque ils étaient salariés pour les Charlotte Orioles et ils participaient à tendre les bâches. Ils travaillaient en premier pour la NWA North Carolina, mais étaient finalement transférés à la NWA Kansas City où ils ont eu quelques matchs contre Marty Jannetty et Bulldog Bob Brown pour les titres par équipe de la région.

### American Wrestling Association (1985-1989)
Scott Hall s'en allait à l'American Wrestling Association (AWA), où ils lui détectèrent un grand potentiel : ils commençaient ainsi à le mettre en avant avec un personnage similaire à leur ancienne star, un certain Hulk Hogan. Verne Gagne restait toujours en colère que Hogan ait quitté la fédération, et sentait qu'il pourrait mettre de nouveau en avant sous les mêmes auspices une jeune superstar. Gagne demandait même à Hall de porter une moustache et d'utiliser des prises similaires à Hulk Hogan, qui satisfaisait désormais la World Wrestling Federation de Vince McMahon. Finalement ils le mirent en équipe avec une autre jeune star montante, et fils de l'ancienne légende Larry the Axe Hennig, Curt Hennig. « Big » Scott Hall et Curt Hennig remportèrent le AWA World Tag Team Championship en battant « Gorgeous » Jimmy Garvin & « Mr. Electricity » Steve Regal le 18 janvier 1986. La « Perfect Combination », comme ils étaient appelés dans un article de Pro Wrestling Illustrated, a eu beaucoup de matchs durs contre Buddy Rose & Doug Somers à cette époque. Ils perdirent les ceintures contre « Playboy » Rose et « Pretty Boy » Somers par décompte à l'extérieur le 17 mai 1986 à la suite d'une intervention de Colonel DeBeers. Bien qu'ils aient promu Hall dans des matchs pour le titre mondial avec Stan Hansen et Rick Martel, il n'était plus assez mis en avant et s'en allait à la NWA en 1989.

### National Wrestling Alliance/World Championship Wrestling (1989-1992)
Scott Hall apparaissait à la National Wrestling Alliance en 1989. Il était ramené pendant l'été par Jim Ross quand la NWA commençait à créer de nouvelles jeunes superstars comme Brian Pillman et Sid Vicious. Il faisait le jobber et prenait une pause. Il revenait en 1991 à la World Championship Wrestling, qui incluait Stunning Steve Austin et PN News, à cette époque sous les Diamond Studd, dont la gimmick était similaire à celle de Ravishing Rick Rude. Il était managé par Diamond Dallas Page, et ils ramenaient une femme du public pour ses matchs. Il recevait un push, qui s'arrêtait fin 1991.. En 1992, il commençait à faire équipe avec les membres de la Dangerous Alliance de Paul E. Dangerously. Cependant, l'idée de l'ajouter dans le clan tombait à l'eau. Peu de temps après, Hall partait à la World Wrestling Federation.

### World Wrestling Federation (1992-1996)

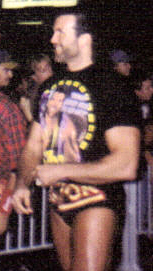
Razor Ramon en 1995.

Hall lutta à la WWF sous le nom de Razor Ramon (également surnommé The Bad Guy), un cubain-américain de Miami, qui était une adaptation du personnage de Tony Montana incarné par Al Pacino dans le film Scarface.
Bien qu'il ait été mis en avant comme un heel dans ses débuts à la WWF, il a peu à peu gagné une popularité considérable, et a remporté le WWF Intercontinental Championship à quatre reprises : un record jusqu'alors.
Pendant son passage à la WWF, Hall rivalisait avec Jeff Jarrett, Mr. Perfect, Ted DiBiase, I.R.S., Goldust, Randy Savage, The 1-2-3 Kid, Diesel, et Shawn Michaels, catchant de manière alternative comme un face et un heel. Dans les vestiaires, Hall était aussi membre du clan de la WWF nommé la Kliq et qui était composé de Kevin Nash, Triple H, Shawn Michaels et The 1-2-3 Kid.
Le match de l'échelle de Hall avec Shawn Michaels à WrestleMania X pour le titre Intercontinental est considéré comme un classique et a été élu par le Pro Wrestling Illustrated comme le match de l'année 1994. Ce fut aussi le premier match de la WWF à recevoir une note 5 étoiles par le Wrestling Observer Newsletter de Dave Meltzer. Ramon perdit son titre Intercontinental au Royal Rumble 1996 face à Goldust quand son ancien partenaire par équipe, 1-2-3 Kid, intervint. Il a battu X-pack en tant que The 1-2-3 Kid à WWF In Your House Rage In The Cage. Hall devait à l'origine affronter Goldust à WrestleMania XII, mais a été suspendu par WWF les semaines précédentes à la suite d'un abus de drogues. Il ne fut plus vu sur les écrans de la WWF jusqu'en avril 1996 à In Your House où il fit le match comme jobber, perdant face à Vader.
Hall fut aussi un participant de l'accident du Madison Square Garde. Alors que Hall et un autre membre de la Kliq Kevin Nash étaient en instance de départ pour la WCW, leurs deux amis Shawn Michaels et Triple H brisèrent le kayfabe, s'enlaçant et saluant le public sur le ring ensemble. Ceci alors que Hall rivalisait avec Triple H, et que Michaels était opposé à Nash plus tôt dans la soirée.

### World Championship Wrestling (1996-2000)

#### New World Order (1996–1998)
Son contrat à la WWF prenant fin le 21 mai 1996, Scott Hall décida de rejoindre une autre fédération. Le 27 mai durant Monday Nitro, il interrompt un match pour défier la WCW. Le 10 juin, il dévoile son allié Nash et ils demandent à avoir un match par équipes de trois face à des catcheurs de la WCW en se montrant menaçant envers Eric Bischoff. Lors de Great American Bash, Bischoff les informent qu'ils vont affronter avec un équipier mystère Randy Savage, Lex Luger et Sting le 7 juillet à Bash at the Beach. Bischoff se montre dédaigneux envers eux ce qui met en colère Nash qui fait passer le vice-président de la WCW à travers une table en effectuant une powerbomb. Le 7 juillet,ils mettent hors combat Luger et peu de temps après Hulk Hogan arrive sur le ring et se révèle être leur équipier mystère. Ce match se termine sans vainqueur puis les trois forment alors le New World Order (nWo). Ils affrontent à nouveau Luger et Sting le 10 août et l'emportent cette fois ci.
Lors de Halloween Havoc 1996, lui et Kevin Nash battent Harlem Heat (Booker T et Stevie Ray) et remportent les WCW World Tag Team Championship.

#### Réunion de la nWo et Championnats (1999–2000)
Lors de SuperBrawl IX, lui et Kevin Nash battent Konnan et Rey Misterio, Jr. dans un Hair vs. Mask match et plus tard dans la soirée, il bat Roddy Piper et remporte le WCW United States Heavyweight Championship.
Le 13 décembre 1999, lui et Kevin Nash battent Bret Hart et Goldberg et remportent les WCW World Tag Team Championship pour la sixième fois.

### Extreme Championship Wrestling / New Japan Pro Wrestling (2000-2001)
Hall a catché à la ECW pendant une période brève. Il a réalisé trois matchs non-télévisés le 10 novembre et 11 novembre 2000. Il s'en allait ensuite au Japon et faisait aussi quelques apparitions dans des shows indépendants aux États-Unis. Quand il était à la New Japan, il faisait partie de la nWo Japan/Team 2000/ArisTrisT faisant habituellement équipe avec Masahiro Chono, Scott Norton ou Super J/Black Scorpion/nWo Sting. Il était très populaire envers les fans de la NJPW pendant la durée de son passage. Et pourtant ses moments à la New Japan se résument par des défaites : une défaite face au Triple Crown Champion de la All Japan Pro Wrestling Keiji Mutō (le match était réalisé par la New Japan, mais officié par la AJPW), et une défaite face au débutant Hiroshi Tanahashi, qui tentait de briser dans la division poids-lourds.

### Retour à la WWF/E (2002)
Le 7 mars à Smackdown, il perd par disqualification contre The Rock après les interventions de Nash et Hall. Lors de WrestleMania X8, il perd contre Stone Cold Steve Austin, perdant pour la première fois à WrestleMania. Plus tard dans la soirée, après qu’Hollywood Hogan est perdu contre The Rock, il serre la main du Rock par respect, tournant le dos à la nWo, puis Hall et Nash tentent ensuite de les attaquer, mais sont rapidement mis à terre par Hogan et Rock.

### Total Nonstop Action Wrestling (2002-2005)
Hall a travaillé pour la Total Nonstop Action Wrestling périodiquement entre 2002 et 2004. Il était du premier pay-per-view de la TNA, et plus tard faisait équipe avec Sean Waltman quand il faisait ses débuts dans la fédération. Hall disparaissait jusqu'à fin 2004, quand il faisait son retour à la suite de l'arrivée de Kevin Nash. Hall rejoignait Nash et Jeff Jarrett dans les Kings of Wrestling, un clan similaire à la nWo, mais ceci durait peu de temps. Lors de Turning Point, lui, Jeff Jarrett et Kevin Nash perdent contre A.J. Styles, Jeff Hardy et Randy Savage.

### Retour à la Total Nonstop Action Wrestling et licenciement (2010)
Hall fait son retour le 4 janvier a la Total Nonstop Action Wrestling avec X-Pac et Hulk Hogan reformant ainsi la New World Order. Lors du pay-per-view Destination X, Scott Hall et Sean Waltman affrontent Kevin Nash et Eric Young. Ils gagnèrent ce match grâce au Razor's Edge porté sur Eric Young. Pendant le match Kevin Nash trahit Young pour se joindre à Scott Hall et Sean Waltman. Cette alliance fait alors renaître la Wolfpac. Lors d'une édition d'Impact ses coéquipiers et lui gagnent les chanmpionnats du monde par équipe de la TNA en battant Matt Morgan. Puis Eric Young se joint à leur équipes nommées The Band. Lors de Sacrifice, ils conservent les titres contre Ink Inc. (Jesse Neal et Shannon Moore). Lors de l'Impact du 17 juin les titres par équipes sont retirés à The Band par Eric Bischoff à la suite du récent écart de conduite de Hall, en effet lors du mois de mai 2010 il avait été arrêté par la police alors qu'il était ivre. Les titres par équipes sont alors rendus vacants et un tournoi est organisé pour définir l'équipe qui affrontera les Motor City Machins Guns à Victory Road 2010 (Chris Sabin et Alex Shelley) pour les titres. Les deux autres membres de The Band (Eric Young et Kevin Nash) tentent en vain de récupérer les titres.

### Retour à la WWE (2014)
Il est intronisé par Kevin Nash au Hall of Fame en 2014. Il fait une apparition au RAW du 11 août pour fêter l'anniversaire de Hulk Hogan et reforme à cette occasion la nWo avec Nash et Hogan. Lors de Wrestlemania 31, il intervient avec la New World Order contre DX pour aider Sting contre Triple H, match remporté par ce dernier.

## Vie personnelle
Hall a deux enfants avec sa première femme Dana Lee Burgio : Cody (né le 31 mai 1991) et Cassidy (née le 27 mars 1995). Ils ont été mariés de 1989 à 2000. Après son divorce, il épouse Jessica Hart le 19 mai 2006. Scott est ami avec Kevin Nash, X Pac, Triple H et Shawn Michaels avec qui ils formaient The Kliq au milieu des années 90.

## Décès
Le 14 mars 2022, au début de  RAW, la WWE annonce son décès, survenu subitement, le week-end précédent, lors d’une hospitalisation pour une opération à la hanche, où il a subi trois arrêts cardiaques,.

## Palmarès
- American Wrestling Association
  - 1 fois AWA World Tag Team Champion avec Curt Hennig

- Dramatic Dream Team
  - 1 fois Ironman Heavymetalweight Championship

- Pro Wrestling Illustrated
  - Trophée PWI Most Improved Wrestler of the Year en 1992[18]
  - Trophée Match de l'année en 1994 vs. Shawn Michaels dans un match de l'échelle à WrestleMania X[19]
  - Trophée Équipe de l'année en 1997 avec Kevin Nash[20]
  - Classé numéro 72 des 500 meilleures catcheurs du PWI Years en 2003
  - Classé numéro 40 des 100 meilleures équipes du PWI Years avec Kevin Nash en 2003
  - Classé numéro 98 des 100 meilleures équipes du PWI Years avec Curt Hennig en 2003

- Total Nonstop Action Wrestling
  - 1 fois TNA World Tag Team Champion avec Kevin Nash et Eric Young

- United States Wrestling Association
  - 1 fois USWA Unified World Heavyweight Champion

- World Championship Wrestling
  - 2 fois WCW United States Heavyweight Champion[21]
  - 7 fois WCW World Tag Team Champion avec Kevin Nash (6) et The Giant (1)[22]
  - 1 fois WCW World Television Champion
  - Vainqueur de la bataille royale de WCW World War 3 (1997)

- World Wrestling Council
  - 1 fois WWC Caribbean Heavyweight Champion

- World Wrestling Federation/Entertainment
  - 4 fois WWF Intercontinental Champion
  - WWE Hall of Fame (2014)

- Wrestling Observer Newsletter
  - Trophée du match de l'année 1994 vs. Shawn Michaels
  - Trophée du match classé 5-Étoiles vs. Shawn Michaels (match de l'échelle, WrestleMania X, 20 mars 1994)